# Baldo Martorelli
Baldo Martorelli (Martorello) (Serra de' Conti, ... – Napoli, gennaio 1475) è stato un umanista italiano.

## Biografia
Nacque da Gaspare, proprietario terriero, tra il 1420 e il 1427. Ricevette un'educazione umanistica a Mantova, dove fu allievo alla Ca' Zoiosa dell'umanista Vittorino da Feltre, dal quale apprese la lingua greca e latina. Venne chiamato alla corte Francesco Sforza, dal 1450 del duca di Milano, in qualità di precettore dei figli Galeazzo Maria e Ippolita Maria, che rimase sua allieva anche a Napoli, quando Ippolita andò in sposa nel 1465 al re Alfonso d'aragona e Baldo là si trasferì. Divenne anche tesoriere della regina. Morì nel 1475.

## Opere
- Grammatica latina